# Kadua axillaris
Kadua axillaris ist eine Pflanzenart aus der Gattung Kadua in der Familie der Rötegewächse (Rubiaceae). Sie kommt endemisch auf Hawaii vor.

## Beschreibung

### Vegetative Merkmale
Kadua axillaris wächst als Strauch oder kleiner Baum, seltener auch als Liane, der Wuchshöhen von 2 bis 6 Metern erreichen kann.
Die gegenständig an den Zweigen angeordneten Laubblätter sind in einen Blattstiel und eine Blattspreite gegliedert. Der Blattstiel ist 0 bis 1,7 Zentimeter lang. Die einfache, membran- oder papierartige Blattspreite ist bei einer Länge von 6,4 bis 16 Zentimetern sowie einer Breite von 2,6 bis 6,5 Zentimetern von verkehrt-lanzettlich über elliptisch bis verkehrt-eiförmig. Die Oberseite der Blattspreite ist kahl während die Unterseite kahl oder fein behaart ist, wobei die Behaarung manchmal nur entlang der Blattadern auftritt. Die Spreitenbasis läuft stumpf, gestutzt oder schmal zulaufend zu, die Spreitenspitze ist spitz oder kurz zugespitzt, seltener stumpf oder abgerundet und der Spreitenrand ist ganzrandig. Von jeder Seite des Blattmittelnerves zweigen mehrere eher unscheinbare Seitennerven ab. Die Nebenblätter ähneln den Laubblättern, sind mit der Basis des Blattstieles verwachsen und bilden dadurch eine Blattscheide. Die Blattscheide ist 5 bis 8 Millimeter lang.

### Generative Merkmale
Die achselständigen oder an sehr kurzen, blattlosen Seitenästen stehenden, selten auch endständigen rispigen Blütenstände werden 2 bis 6 Zentimeter lang. Die Blütenstände sind meist fein behaart, seltener kahl. Der Blütenstandsstiel ist 0,4 bis 1,2 Zentimeter lang. Die Blütenstände enthalten mehrere gestielte Einzelblüten. Die Blütenstiele werden 0,2 bis 0,5 Zentimeter lang.
Die vierzähligen Blüten sind radiärsymmetrisch. Die Kelchblätter sind miteinander zu einer Kelchröhre verwachsen. Die kahlen oder bewimperten Kelchlappen sind bei einer Länge von 0,5 bis 0,6 Millimetern annähernd dreieckig bis linealisch-dreieckig geformt. Die fleischigen, schwach behaarten Kronblätter sind stieltellerförmig miteinander verwachsen. Die manchmal rötlich gesprenkelte Kronröhre erreicht eine Länge von 0,4 bis 0,65 Zentimeter und hat einen leicht quadratischen Querschnitt. Die vier grünlich weißen, linealischen Kronlappen erreichen Längen von 0,28 bis 0,35 Zentimetern und haben an der Spitze ein fleischiges Anhängsel.
Die beerenartigen Kapselfrüchte erreichen Durchmesser von 0,4 bis 0,6 Zentimeter und sind zur Reife dunkelblau bis violettschwarz gefärbt. Auf der Frucht bleiben die Kelchlappen lange erhalten. Jede der Früchte enthält mehrere Samen.

### Chromosomenzahl
Die Chromosomenzahl beträgt 2n = 72*.

## Verbreitung
Das natürliche Verbreitungsgebiet von Kadua axillaris liegt auf einigen zu Hawaii gehörenden Inseln. Kadua axillaris ist ein Endemit, der auf den Inseln Hawaiʻi, Maui und Molokaʻi vorkommt.

## Taxonomie
Die Erstbeschreibung als Gouldia axillaris erfolgte 1874 durch Heinrich Wawra von Fernsee in Flora; oder, (allgemeine) botanische Zeitung. Im Jahr 2005 überführten Warren L. Wagner und David H. Lorence die Art als Kadua axillaris in Systematic Botany in die Gattung Kadua.